# Каслтон, Колин
Колин Каслтон (англ. Colin Castleton; род. 25 мая 2000, Пемброк-Пайнс, Флорида) — американский профессиональный баскетболист, выступающий в Национальной баскетбольной ассоциации за команду «Торонто Рэпторс».

## Профессиональная карьера

### Лос-Анджелес Лейкерс / Саут-Бей Лейкерс (2023–2024)
3 июля 2023 года Каслтон подписал двусторонний контракт с «Лос-Анджелес Лейкерс» из НБА и «Саут-Бей Лейкерс» из Джи-Лиги НБА. Каслтон был в составе «Лейкерс», когда они выиграли первый в истории внутрисезонный турнир НБА 2023 года.
В марте Каслтон получил перелом правого запястья, из-за чего он выбыл из состава на несколько недель.
6 июля 2024 года Каслтон подписал еще один двусторонний контракт с «Лейкерс», но контракт был расторгнут 19 октября.

### Мемфис Гриззлис / Мемфис Хастл (2024)
27 октября 2024 года Каслтон присоединился к «Лонг-Айленд Нетс», а три дня спустя он подписал двусторонний контракт с «мемфис Гриззлис». 10 января 2025 года он был отчислен из «Гриззлис».

### Осеола Мэджик (2025)
15 января 2025 года Каслтон присоединился к «Осеола Мэджик».

### Торонто Рэпторс (2025)
6 марта 2025 года Каслтон подписал деятидневный контракт с «Торонто Рэпторс» из Национальной баскетбольной ассоциации. В тот же день Каслтон был переведён в «Рэпторс 905» из Джи-Лиги. Каслтон повторно подписал контракт с «Рэпторс» 16 марта. Его контракт истек 26 марта, что сделало его свободным агентом.

### Филадельфия Севенти Сиксерс (2025)
2 апреля 2025 года стало известно, что «Филадельфия Севенти Сиксерс» планирует подписать с Каслтоном десятидневный контракт, который стал официальным на следующий день. Он дебютировал за «Севети Сиксерс» тем же вечером против «Милуоки Бакс».

### Возвращение в «Торонто Рэпторс» (2025–настоящее время)
12 апреля 2025 года Каслтон подписал двухлетний стандартный контракт с «Торонто Рэпторс».

## Статистика

### Статистика в НБА
| Сезон                                                                                    | Команда     | Регулярный сезон | Регулярный сезон | Регулярный сезон | Регулярный сезон | Регулярный сезон | Регулярный сезон | Регулярный сезон | Регулярный сезон | Регулярный сезон | Регулярный сезон | Регулярный сезон | Серия плей-офф | Серия плей-офф | Серия плей-офф | Серия плей-офф | Серия плей-офф | Серия плей-офф | Серия плей-офф | Серия плей-офф | Серия плей-офф | Серия плей-офф | Серия плей-офф |
| Сезон                                                                                    | Команда     | GP               | GS               | MPG              | FG%              | 3P%              | FT%              | RPG              | APG              | SPG              | BPG              | PPG              | GP             | GS             | MPG            | FG%            | 3P%            | FT%            | RPG            | APG            | SPG            | BPG            | PPG            |
| ---------------------------------------------------------------------------------------- | ----------- | ---------------- | ---------------- | ---------------- | ---------------- | ---------------- | ---------------- | ---------------- | ---------------- | ---------------- | ---------------- | ---------------- | -------------- | -------------- | -------------- | -------------- | -------------- | -------------- | -------------- | -------------- | -------------- | -------------- | -------------- |
| 2023/24                                                                                  | Лейкерс     | 16               | 0                | 3,7              | 56,3             | -                | 100,0            | 0,8              | 0,2              | 0,1              | 0,0              | 1,5              | Не участвовал  | Не участвовал  | Не участвовал  | Не участвовал  | Не участвовал  | Не участвовал  | Не участвовал  | Не участвовал  | Не участвовал  | Не участвовал  | Не участвовал  |
| 2024/25                                                                                  | Мемфис      | 10               | 0                | 4,6              | 20,0             | 0,0              | 90,9             | 0,9              | 0,0              | 0,1              | 0,1              | 1,4              | Не участвовал  | Не участвовал  | Не участвовал  | Не участвовал  | Не участвовал  | Не участвовал  | Не участвовал  | Не участвовал  | Не участвовал  | Не участвовал  | Не участвовал  |
| 2024/25                                                                                  | Филадельфия | 5                | 0                | 19,6             | 50,0             | 0,0              | 66,7             | 7,4              | 2,0              | 0,2              | 0,2              | 6,0              | Не участвовал  | Не участвовал  | Не участвовал  | Не участвовал  | Не участвовал  | Не участвовал  | Не участвовал  | Не участвовал  | Не участвовал  | Не участвовал  | Не участвовал  |
| 2024/25                                                                                  | Торонто     | 11               | 4                | 26,2             | 50,0             | 25,0             | 72,2             | 6,9              | 1,6              | 0,5              | 0,7              | 7,2              | Не участвовал  | Не участвовал  | Не участвовал  | Не участвовал  | Не участвовал  | Не участвовал  | Не участвовал  | Не участвовал  | Не участвовал  | Не участвовал  | Не участвовал  |
|                                                                                          | Всего       | 42               | 4                | 11,7             | 48,2             | 12,5             | 79,5             | 3,2              | 0,7              | 0,2              | 0,2              | 3,5              | Не участвовал  | Не участвовал  | Не участвовал  | Не участвовал  | Не участвовал  | Не участвовал  | Не участвовал  | Не участвовал  | Не участвовал  | Не участвовал  | Не участвовал  |
| Наведите курсор мыши на аббревиатуры в заголовке таблицы, чтобы прочесть их расшифровку. |             |                  |                  |                  |                  |                  |                  |                  |                  |                  |                  |                  |                |                |                |                |                |                |                |                |                |                |                |

### Статистика в Джи-Лиге
| Сезон                                                                                    | Команда          | Регулярный сезон | Регулярный сезон | Регулярный сезон | Регулярный сезон | Регулярный сезон | Регулярный сезон | Регулярный сезон | Регулярный сезон | Регулярный сезон | Регулярный сезон | Регулярный сезон | Серия плей-офф | Серия плей-офф | Серия плей-офф | Серия плей-офф | Серия плей-офф | Серия плей-офф | Серия плей-офф | Серия плей-офф | Серия плей-офф | Серия плей-офф | Серия плей-офф |
| Сезон                                                                                    | Команда          | GP               | GS               | MPG              | FG%              | 3P%              | FT%              | RPG              | APG              | SPG              | BPG              | PPG              | GP             | GS             | MPG            | FG%            | 3P%            | FT%            | RPG            | APG            | SPG            | BPG            | PPG            |
| ---------------------------------------------------------------------------------------- | ---------------- | ---------------- | ---------------- | ---------------- | ---------------- | ---------------- | ---------------- | ---------------- | ---------------- | ---------------- | ---------------- | ---------------- | -------------- | -------------- | -------------- | -------------- | -------------- | -------------- | -------------- | -------------- | -------------- | -------------- | -------------- |
| 2023/24                                                                                  | Саут-Бей Лейкерс | 24               | 23               | 28,8             | 57,4             | 100,0            | 75,0             | 10,5             | 3,1              | 1,0              | 1,5              | 16,4             | Не участвовал  | Не участвовал  | Не участвовал  | Не участвовал  | Не участвовал  | Не участвовал  | Не участвовал  | Не участвовал  | Не участвовал  | Не участвовал  | Не участвовал  |
| 2024/25                                                                                  | Мемфис Хастл     | 11               | 10               | 28,6             | 44,1             | 26,1             | 75,6             | 8,1              | 2,8              | 0,5              | 1,3              | 15,9             | Не участвовал  | Не участвовал  | Не участвовал  | Не участвовал  | Не участвовал  | Не участвовал  | Не участвовал  | Не участвовал  | Не участвовал  | Не участвовал  | Не участвовал  |
| 2024/25                                                                                  | Осеола Мэджик    | 17               | 16               | 28,5             | 59,5             | 33,3             | 75,5             | 10,6             | 2,9              | 1,1              | 1,2              | 17,4             | Не участвовал  | Не участвовал  | Не участвовал  | Не участвовал  | Не участвовал  | Не участвовал  | Не участвовал  | Не участвовал  | Не участвовал  | Не участвовал  | Не участвовал  |
| 2024/25                                                                                  | Рэпторс 905      | 1                | 1                | 42,8             | 66,7             | 100,0            | 50,0             | 6,0              | 4,0              | 1,0              | 2,0              | 27,0             | Не участвовал  | Не участвовал  | Не участвовал  | Не участвовал  | Не участвовал  | Не участвовал  | Не участвовал  | Не участвовал  | Не участвовал  | Не участвовал  | Не участвовал  |
|                                                                                          | Всего            | 53               | 50               | 28,9             | 55,4             | 32,1             | 75,0             | 9,9              | 3,0              | 0,9              | 1,3              | 16,8             | Не участвовал  | Не участвовал  | Не участвовал  | Не участвовал  | Не участвовал  | Не участвовал  | Не участвовал  | Не участвовал  | Не участвовал  | Не участвовал  | Не участвовал  |
| Наведите курсор мыши на аббревиатуры в заголовке таблицы, чтобы прочесть их расшифровку. |                  |                  |                  |                  |                  |                  |                  |                  |                  |                  |                  |                  |                |                |                |                |                |                |                |                |                |                |                |

### Статистика в NCAA
| Сезон | Команда | Conf    | Class   | GP  | GS | MPG  | FG%  | 3P%  | FT%  | RPG | APG | SPG | BPG | PPG  |
| --- | ------- | ------- | ------- | --- | -- | ---- | ---- | ---- | ---- | --- | --- | --- | --- | ---- |
| 2018/19 | Мичиган | Big Ten | FR      | 19  | 0  | 3,5  | 40,9 | 0,0  | 33,3 | 1,1 | 0,1 | 0,1 | 0,2 | 1,1  |
| 2019/20 | Мичиган | Big Ten | SO      | 25  | 0  | 7,9  | 54,0 | 0,0  | 82,8 | 2,4 | 0,3 | 0,1 | 0,5 | 3,1  |
| 2020/21 | Флорида | SEC     | JR      | 24  | 21 | 25,7 | 59,7 | 0,0  | 78,1 | 6,4 | 1,1 | 0,5 | 2,3 | 12,4 |
| 2021/22 | Флорида | SEC     | SR      | 28  | 28 | 30,7 | 54,6 | 0,0  | 70,3 | 9,0 | 1,5 | 0,9 | 2,2 | 16,2 |
| 2022/23 | Флорида | SEC     | SR      | 26  | 26 | 31,2 | 50,0 | 13,3 | 72,9 | 7,7 | 2,7 | 0,9 | 3,0 | 16,0 |
| Всего | Всего   | Всего   | Всего   | 122 | 75 | 20,9 | 53,7 | 6,3  | 73,0 | 5,6 | 1,2 | 0,5 | 1,7 | 10,4 |
| Мичиган | Мичиган | Мичиган | Мичиган | 44  | 0  | 6,0  | 50,0 | 0,0  | 71,1 | 1,8 | 0,2 | 0,1 | 0,4 | 2,3  |
| Флорида | Флорида | Флорида | Флорида | 78  | 75 | 29,3 | 54,1 | 8,0  | 73,2 | 7,8 | 1,8 | 0,8 | 2,5 | 14,9 |
| Наведите курсор мыши на аббревиатуры в заголовке таблицы, чтобы прочесть их расшифровку Статистика приведена с сайта sports-reference.com |         |         |         |     |    |      |      |      |      |     |     |     |     |      |